# Metiochodes annulicercis
Metiochodes annulicercis är en insektsart som beskrevs av Lucien Chopard 1961. Metiochodes annulicercis ingår i släktet Metiochodes och familjen syrsor. Inga underarter finns listade i Catalogue of Life.